# Divino das Laranjeiras
Divino das Laranjeiras là một đô thị thuộc bang Minas Gerais, Brasil. Đô thị này có diện tích 342,629 km², dân số năm 2007 là 4934 người, mật độ 13,8 người/km².